# Roger Etchegaray
Roger Marie Élie Etchegaray, född 25 september 1922 i Espelette i Pyrénées-Atlantiques, död 4 september 2019 i Cambo-les-Bains i Pyrénées-Atlantiques, var en fransk kardinal inom Romersk-katolska kyrkan. Han var ärkebiskop i Marseille 1970–1985. Han blev kardinal 1979 och mellan 1984 och 1998 var han ledamot av kurian. 
På julafton 2009 bröt Etchegaray benet när han blev knuffad av en kvinna som attackerade påven Benedictus XVI under julnattsmässan.